# Port Vincent
Port Vincent is een plaats (village) in de Amerikaanse staat Louisiana, en valt bestuurlijk gezien onder Livingston Parish.

## Demografie
Bij de volkstelling in 2000 werd het aantal inwoners vastgesteld op 463.
In 2006 is het aantal inwoners door het United States Census Bureau geschat op 541, een stijging van 78 (16.8%).

## Geografie
Volgens het United States Census Bureau beslaat de plaats een oppervlakte van
4,4 km², waarvan 4,3 km² land en 0,1 km² water.

## Plaatsen in de nabije omgeving
De onderstaande figuur toont nabijgelegen plaatsen in een straal van 20 km rond Port Vincent.